# Chiesa di San Gottardo (Rota d'Imagna)
La chiesa di San Gottardo conosicuta come  san Gotardo di Rota Dentro è un luogo di culto di Rota d'Imagna, in provincia e diocesi di Bergamo. Fa parte del vicariato di Rota d'Imagna.

## Storia
Secondo lo storico Luigi Pagnoni la chiesa sarebbe stata edificata nel 1496 ma vi sono annotazioni già del 1464 che indicano il pagamento di un censo di cera:  “imposto in die fundationis oratori sancti Gotardi dicti loci seu concessionis fundandi dictum oratorium” La sua costruzione fu concessa dal vescovo di Bergamo Giovanni Barozzi con atto del notaio Gio Francesco Salvetti, documento che però non riporta la datazione. Vi è poca chiarezza in quanto non è data la datazione della posa della prima pietra anche se ritenuta in costruzione nel 1478 essendo presente un lascito testamentario di un certo «Bono f.q. ser Andrieoli olim ser Danisij dicti Merli de zabellis de rota habitator loci de cazabellis» per la “ecclesie et fabrice sancti Gotardi de rotha (40 saldi= in repartione dicte ecclesie”.
Nei censi del 1485 viene registrato il versamento di una lira alla “Mensa Episcopale del vescovo Barozzi” per la concessione di “fundandi dictum oratorium” e il biennio successivo vi è un atto notarile redatto “in contrada de rota ubi dicitur super ocsta iuxta ecclesiam domini sancti gotardi”.
La chiesa fu elevata a parrocchiale smembrata da quella di San Siro con atto notarile di Zaccaria de Colleonibus il 18 marzo 1525 come indicato dal vescovo Vittore Soranzo nel registro censuale. Nella visita apostolica diocesana di san Carlo Borromeo del 1575, la chiesa viene però indicata ancora sussidiaria di quella di san Sito, anche se si celebravano i sacramente e venisse conservato il Santissimo Sacramento e gli oli santi.
La chiesa fu dotata della torre campanaria solo nel 1588 e il 5 maggio 1591 eretta a chiesa parrocchiale.

## Descrizione

### Esterno
La chiesa ha il fronte principale in pietra di Berbenno. La facciata è tripartita da quattro lesene con basamento sempre in pietra locale. L'ingresso principale è posto centrale alla facciata con portale in granito dalla forma ad arco mistilineo, e grande apertura centrale superiore che porta la parte a essere più alta rispetto alle sezioni laterali. Tre statue coronano la facciata.

### Interno
L'interno si sviluppa a unica navata divisa in quattro campate da lesene in finto marmo complete di capitelli corinzi a volute dorate che reggono la trabeazione a cui s'imposta la volta a botte lunettata. L'interno si presenta particolarmente decorato con lavori di Tarcisio Brugnetti e Silvio Zambelli realizzati nella prima metà di Novecento, che rendono l'ambiente particolarmente elaborato da finte architetture. La volta del presbiterio presenta l'immagine dei quattro evangelisti mentre quella dell'aula ospita dipinti raffiguranti i santi Pietro, Gottardo vescovo, Giovanni Bosco e Francesco Zaverio.
La prima campata sinistra ospita il fonte battesimale e corrispondente sul lato destro vi è la statua di sant'Antonio di Padova col Bambino inserita in un nicchia con contorno in marmo. La seconda campata è dedicata sul lato sinistro al riscaldamento mentre il lato destro vi è un dipinto su tela. La terza campata ospita gli ingressi laterali, e il pulpito ligneo intarsiato.
Due cappelle con altari in marmo sono presenti nella quarta campata che prosegue con l'arco trionfale che restringe la parte del presbiterio e dove sono presenti le statue dei santi Giuseppe e Rocco. La zona presbiteriale con pianta rettangolare ha la volta a cupola. Il coro è absidato semicircolare con volta a spicchi e il dipinto di Carlo Ceresa raffigurante il santo titolare, e altri due dipinti ne completano la decorazione.